# Stelling van Picard-Lindelöf
In de studie van differentiaalvergelijkingen, een deelgebied van de wiskunde, is de stelling van Picard-Lindelöf, de existentiestelling van Picard of de stelling van Cauchy-Lipschitz een belangrijke stelling over het bestaan en de uniciteit van oplossingen voor bepaalde beginwaardeproblemen.
De stelling is genoemd naar Charles Émile Picard, Ernst Lindelöf, Rudolf Lipschitz en Augustin Louis Cauchy.
Beschouw het beginwaardeprobleem
{\displaystyle y'(t)=f(t,y(t)),\quad y(t_{0})=y_{0},\quad t\in [t_{0}-\varepsilon ,t_{0}+\varepsilon ]}
Stel dat {\displaystyle f} Lipschitz-continu in {\displaystyle y} en continu in {\displaystyle t} is. Dan bestaat er voor enige waarde {\displaystyle \varepsilon >0}, een unieke oplossing {\displaystyle y(t)} voor het beginwaardeproblem binnen het bereik
{\displaystyle [t_{0}-\varepsilon ,t_{0}+\varepsilon ]}